# MAS Světovina
MAS Světovina o. p. s. je obecně prospěšná společnost v okresu Plzeň-sever a okresu Rokycany, jeho sídlem je Zbiroh a jeho cílem je zlepšování kvality života ve venkovských oblastech, posílení ekonomického prostředí a zhodnocení přírodního a kulturního dědictví. Sdružuje celkem 77 obcí a byl založen v roce 2006.

## Obce sdružené v mikroregionu
- Dolní Hradiště
- Studená
- Holovousy
- Všehrdy
- Velečín
- Hlince
- Černíkovice
- Slatina
- Pastuchovice
- Brodeslavy
- Bílov
- Sedlec
- Bohy
- Tis u Blatna
- Kaceřov
- Kočín
- Kopidlo
- Koryta
- Jarov
- Dražeň
- Potvorov
- Chříč
- Líté
- Hvozd
- Pláně
- Vysoká Libyně
- Mrtník
- Dobříč
- Obora
- Dolní Bělá
- Výrov
- Rybnice
- Česká Bříza
- Mladotice
- Horní Bělá
- Kozojedy
- Hromnice
- Kožlany
- Žihle
- Plasy
- Kralovice
- Hradiště
- Čilá
- Kařízek
- Kamenec
- Chlum
- Bujesily
- Sebečice
- Chomle
- Lhotka u Radnic
- Ostrovec-Lhotka
- Bezděkov
- Plískov
- Cekov
- Sirá
- Terešov
- Němčovice
- Drahoňův Újezd
- Kladruby
- Skomelno
- Zvíkovec
- Líšná
- Týček
- Přívětice
- Vejvanov
- Újezd u Svatého Kříže
- Všenice
- Podmokly
- Mlečice
- Liblín
- Lhota pod Radčem
- Březina
- Hlohovice
- Kařez
- Radnice
- Břasy
- Zbiroh